# Vègre
La Vègre è un fiume francese che scorre nel dipartimento della Sarthe, nella regione dei Paesi della Loira. Non deve essere confuso con il quasi omonimo fiume Vesgre, che scorre nei dipartimenti di Yvelines, nella regione dell'Île-de-France, e dell'Eure-et-Loir, nella regione del Centro-Valle della Loira.

## Geografia

### Percorso
La Vègre nasce a Rouessé-Vassé e dopo un percorso di poco più di 85 km, confluisce nella Sarthe, alla sua riva destra, ad Avoise, a 25 metri d'altitudine, a una decina di chilometri a monte di Sablé-sur-Sarthe. Il suo percorso è molto sinuoso.

### Comuni attraversati
Rouessé-Vassé (sorgente), Rouez, Tennie, Bernay-en-Champagne, Neuvy-en-Champagne, Ruillé-en-Champagne, Épineu-le-Chevreuil, Chassillé, Loué, Mareil-en-Champagne, Saint-Ouen-en-Champagne, Brûlon, Chevillé, Avessé, Poillé-sur-Vègre, Fontenay-sur-Vègre, Asnières-sur-Vègre, Avoise, ove confluisce nella Sarthe.

## Affluenti
(rd = riva destra e rs = riva sinistra)

La Vègre ha trentatre affluenti ufficialmente riconosciuti i più lunghi dei quali sono:
- Il Palais (rd), 25 km, di numero di Strahler quattro che confluisce in un ramo della Vègre[2].
- Il Berdin (11 km), di numero di Strahler tre, sui quattro comuni di Crissé, Rouez, Saint-Rémy-de-Sillé e Tennie.
- Il Végronneau (9 km), di numero di Strahler tre.
- Il Roche Poix (8 km), di numero di Strahler due.
- Il Guérineau (6 km), di numero di Strahler tre.

Dunque il suo numero di Strahler è cinque per effetto del Palais.

### Caratteristiche
La Vègre è un fiume piuttosto abbondante nel contesto del bacino della Sarthe, e anche abbastanza irregolare, come quasi tutti i corsi d'acqua del bacino versante della Sarthe. La sua portata è stata osservata per un periodo di 29 anni (1980-2008), ad Asnières-sur-Vègre, località del dipartimento della Sarthe situata nell'immediata vicinanza del suo confluente con la Sarthe.
Il bacino versante del fiume è di 401 km2.
Il modulo del fiume ad Asnières-sur-Vègre è di 3.19 m3/s.
La Vègre presenta delle fluttuazioni stagionali di portata piuttosto marcate, come molto spesso nel bacino della Loira, con periodi di piena in inverno che elevano la portata mensile media a valori situati tra 4,94 e 7,09 m3/s, da dicembre a marzo inclusi (con un massimo molto netto in gennaio). Dalla fine del mese di marzo, la portata cala progressivamente fino al periodo di magra estivo che ha luogo dall'inizio di luglio fino a ottobre, con un livello minimo di portata media mensile che giunge fino a 0.954 m3/s nel mese di agosto. Ma le fluttuazioni della portata sono ben più pronunciate su più brevi periodi o a seconda degli anni.